# جام ملت‌های آسیا ۱۹۸۰
جام ملت‌های آسیا ۱۹۸۰، هفتمین دوره مسابقات جام ملت‌های آسیا به میزبانی کشور کویت برگزار شد. تیم ملی فوتبال ایران، اولین حضور خود را پس از انقلاب اسلامی در جام ملتها تجربه می‌کرد. مربی تیم ایران، حسن حبیبی بود.
در این مسابقات، تیم‌ها به دو گروه پنج تیمی تقسیم شدند. از رویدادهای جالبی که در حین انجام این مسابقات اتفاق افتاد، حمله رژیم بعث عراق به ایران (آغاز جنگ ایران و عراق) بود. تلویزیون کویت به طرفداری از رژیم عراق، جنگ تبلیغاتی به راه انداخته بود. ایران علی‌رغم کمبود امکانات و بازی تدارکاتی بازی‌های قابل قبولی به نمایش گذاشت. ایران در گروه A مسابقات قرار داشت و به عنوان تیم نخست به مرحله بعد را یافت.
بازی مقابل کویت که یکی از بهترین تیم‌های تاریخ خود را داشت، چند روز پس از آغاز جنگ ایران و عراق و تجاوز عراق به خاک ایران انجام شد.
به همین دلیل، تیم ایران با روحیه‌ای بد، در مقابل کویت ۲ بر ۱، تن به شکست داد و از راهیابی به فینال برای بار چهارم بازماند.
در بازی رده‌بندی ایران با سه گل، کره شمالی را شکست داد و برای نخستین بار به مقام سوم آسیا رسید.
بهتاش فریبا از ایران با هفت گل، آقای گل آسیا شد.
کویت در فینال با غلبه ۳–۰ بر کره جنوبی برای نخستین بار به قهرمانی رسید. بازیکنانی بزرگی همچون طرابلسی در ترکیب تیم کویت بودند.

## محل برگزاری
| کویت · | کویت                |
| کویت · | ورزشگاه صباح السالم |
| ------ | ------------------- |
| کویت · | ظرفیت: 22,000       |
| کویت · |                     |

## تیم‌های حاضر در جام
- ۳۱ تیم در مرحله انتخابی شرکت کردند.
- ایران

(مدافع عنوان قهرمانی)
- کویت

(میزبان)
- کره جنوبی

- چین

- مالزی

- سوریه

- کره شمالی

- امارات متحده عربی

- قطر

- بنگلادش

## نتایج تیم ملی ایران در مرحلهٔ مقدماتی
ایران ۰ - سوریه ۰
ایران ۲ - چین ۲
ایران ۷ - بنگلادش ۰
ایران ۳ - کره شمالی ۲

## مرحلهٔ نیم نهایی
ایران ۱ - کویت ۲

## دیدار رده‌بندی
ایران ۳ - کره شمالی ۰
(در پایان این رقابت‌ها ایران بعد از ۳ دوره قهرمانی پیاپی به مقاوم سوم دست یافت)

## مرحلهٔ گروهی بازیها

### جدول گروه A
| تیم       | امتیاز | بازی | برد | باخت | تساوی | زده | خورده | تفاضل گل |
| --------- | ------ | ---- | --- | ---- | ----- | --- | ----- | -------- |
| ایران     | ۸      | ۴    | ۲   | ۰    | ۲     | ۱۲  | ۴     | ۸        |
| کره شمالی | ۶      | ۴    | ۳   | ۱    | ۰     | ۹   | ۷     | ۲        |
| سوریه     | ۵      | ۴    | ۲   | ۱    | ۱     | ۳   | ۲     | ۱        |
| چین       | ۳      | ۴    | ۱   | ۲    | ۱     | ۹   | ۵     | ۴        |
| بنگلادش   | ۰      | ۴    | ۰   | ۴    | ۰     | ۲   | ۱۷    | ۱۵-      |

| کرهٔ شمالی                                | ۳–۲ | بنگلادش                                            |
| ---------------------------------------- | --- | -------------------------------------------------- |
| چوی جائه-پیل ۴۴'، ۴۵' · کیم جونگ-مان ۹۰' |     | اشرف الدین چونو ۶۰' (پنالتی) · قاضی صلاح الدین ۸۸' |

| ایران | ۰–۰ | سوریه |
| ----- | --- | ----- |
|       |     |       |

| کرهٔ شمالی       | ۲–۱ | چین          |
| --------------- | --- | ------------ |
| کیم بوک-مان ۲۰' |     | لی فوبائو ۷' |

| بنگلادش | ۰–۱ | سوریه       |
| ------- | --- | ----------- |
|         |     | جمال کشک ۷' |

| چین                             | ۲–۲ | ایران                    |
| ------------------------------- | --- | ------------------------ |
| شن ژیانگفو ۷۴' · ژو یونگلای ۸۹' |     | علیدوستی ۳۵' · فریبا ۷۰' |

| بنگلادش | ۰–۷ | ایران                                                 |
| ------- | --- | ----------------------------------------------------- |
|         |     | فریبا ۱۱'، ۳۴'، ۸۰'، ۸۲' · روشن ۲۱' · برزگری ۲۷'، ۸۷' |

| سوریه        | ۱–۰ | چین |
| ------------ | --- | --- |
| جمال کشک ۸۶' |     |     |

| ایران                                    | ۳–۲ | کرهٔ شمالی                             |
| ---------------------------------------- | --- | ------------------------------------- |
| علیدوستی ۲۷' · دانایی‌فرد ۵۷' · فریبا ۶۰' |     | هوانگ سانگ-هوی ۶۸' · پاک جونگ-هون ۹۰' |

| چین                                               | ۶–۰ | بنگلادش |
| ------------------------------------------------- | --- | ------- |
| شن ژیانگفو ۱'، ۵'، ۷۲' · ژو یونگلای ۱۶'، ۷۹'، ۸۹' |     |         |

| کرهٔ شمالی | ۲–۱ | سوریه       |
| --------- | --- | ----------- |
|           |     | جودت سلیمان |

### جدول گروه B
| تیم               | امتیاز | بازی | برد | باخت | تساوی | زده | خورده | تفاضل گل |
| ----------------- | ------ | ---- | --- | ---- | ----- | --- | ----- | -------- |
| کره جنوبی         | ۷      | ۴    | ۳   | ۰    | ۱     | ۱۰  | ۲     | ۸        |
| کویت              | ۵      | ۴    | ۲   | ۱    | ۱     | ۸   | ۵     | ۳        |
| مالزی             | ۴      | ۴    | ۱   | ۲    | ۱     | ۵   | ۵     | ۰        |
| قطر               | ۳      | ۴    | ۱   | ۱    | ۲     | ۳   | ۸     | ۵-       |
| امارات متحده عربی | ۱      | ۴    | ۰   | ۱    | ۳     | ۳   | ۹     | ۶-       |

| امارات متحدهٔ عربی | ۱–۱ | کویت       |
| ----------------- | --- | ---------- |
| احمد چومبی ۳۵'    |     | الحوطی ۱۹' |

| کرهٔ جنوبی      | ۱–۱ | مالزی             |
| -------------- | --- | ----------------- |
| چوی سون-هو ۶۹' |     | زولکیفلی حمزه ۹۰' |

| قطر                  | ۲–۱ | امارات متحدهٔ عربی |
| -------------------- | --- | ----------------- |
| منصور مفتاح ۵۰'، ۶۰' |     | غانم الحجری ۵۸'   |

| کویت                                        | ۳–۱ | مالزی             |
| ------------------------------------------- | --- | ----------------- |
| کمیل ۲۰' · یعقوب ۵۳' (پنالتی)، ۷۷' (پنالتی) |     | زولکیفلی حمزه ۴۴' |

| قطر | ۰–۲ | کرهٔ جنوبی                       |
| --- | --- | ------------------------------- |
|     |     | لی جونگ-ایل ۷' · چوی سون-هو ۲۱' |

| مالزی                             | ۲–۰ | امارات متحدهٔ عربی |
| --------------------------------- | --- | ----------------- |
| عبده علیف ۳۲' · توکامین بهاری ۸۹' |     |                   |

| کویت | ۰–۳ | کرهٔ جنوبی                                 |
| ---- | --- | ----------------------------------------- |
|      |     | هوانگ سئوک-کئون ۴۷' · چوی سون-هو ۷۱'، ۷۸' |

| مالزی         | ۱–۱ | قطر |
| ------------- | --- | --- |
| توکامین بهاری |     |     |

| کرهٔ جنوبی                                            | ۴–۱ | امارات متحدهٔ عربی |
| ---------------------------------------------------- | --- | ----------------- |
| چوی سون-هو ۲۶'، ۵۳'، ۷۸' (پنالتی) · چونگ هائه-ون ۸۴' |     | احمد چومبی ۷۹'    |

| کویت                                               | ۴–۰ | قطر |
| -------------------------------------------------- | --- | --- |
| الدخیل ۳۲'، ۵۷' · یعقوب ۵۰' (پنالتی) · العنبری ۶۶' |     |     |

## جدول مرحلهٔ حذفی
|  | نیمه‌نهایی‌         | نیمه‌نهایی‌         |   |                   | نهایی             | نهایی |  |
|  |                   |                   |   |                   |                   |       |  |
|  | ۲۸ سپتامبر – کویت |                   |   |                   |                   |       |  |
|  | ایران             | ۱                 |   |                   |                   |       |  |
|  | کویت              | ۲                 |   |                   |                   |       |  |
|  |                   |                   |   |                   |                   |       |  |
|  |                   |                   |   |                   | ۳۰ سپتامبر – کویت |       |  |
|  |                   |                   |   |                   | کویت              | ۳     |  |
|  |                   | کرهٔ جنوبی         | ۰ |                   |                   |       |  |
|  |                   |                   |   |                   |                   |       |  |
|  |                   |                   |   |                   |                   |       |  |
|  |                   |                   |   |                   | مقام سومی         |       |  |
|  | ۲۸ سپتامبر – کویت | ۲۸ سپتامبر – کویت |   | ۲۹ سپتامبر – کویت | ۲۹ سپتامبر – کویت |       |  |
|  | کرهٔ جنوبی         | ۲                 |   | ایران             | ۳                 |       |  |
|  | کرهٔ شمالی         | ۱                 |   |                   | کرهٔ شمالی         | ۰     |  |

### نیمه نهایی
| ایران    | ۱–۲ | کویت                   |
| -------- | --- | ---------------------- |
| فرکی ۹۰' |     | یعقوب ۶۳' · الدخیل ۸۵' |

| کرهٔ جنوبی             | ۲–۱ | کرهٔ شمالی                 |
| --------------------- | --- | ------------------------- |
| چونگ هائه-ون ۸۰'، ۸۹' |     | پاک جونگ-هون ۱۹' (پنالتی) |

### رده بندی
| ایران                     | ۳–۰ | کرهٔ شمالی |
| ------------------------- | --- | --------- |
| فریبا ۴۹' · فرکی ۶۶'، ۷۶' |     |           |

### فینال
| کویت                        | ۳–۰ | کرهٔ جنوبی |
| --------------------------- | --- | --------- |
| الحوطی ۸' · الدخیل ۳۴'، ۶۹' |     |           |

## قهرمان
| قهرمان جام ملت‌های آسیا ۱۹۸۰ |
| --------------------------- |
| کویت                        |
| کویت نخستین قهرمانی         |

## گلزنان
۷ گل
- چوی سون-هو
- بهتاش فریبا

۵ گل
- فیصل الدخیل

۴ گل
- جاسم یعقوب
- ژو یونگلای

۳ گل
- شن ژیانگفو
- حسین فرکی
- چونگ هائه-ون

۲ گل
| - عبدالرضا برزگری - حمید علیدوستی - سعد الحوطی - توکامین بهاری | - زولکیفلی حمزه - چوی جائه-پیل - کیم بوک-مان | - پاک جونگ-هون - منصور مفتاح - جمال کشک - احمد چومبی |

۱ گل
| - اشرف الدین چونو - قاضی صلاح الدین - چن جینگانگ - لی فوبائو - حسن روشن - ایرج دانایی‌فرد | - عبدالعزیز العنبری - فتحی کمیل - عبده علیف - هوانگ سانگ-هوی | - کیم جونگ-مان - هوانگ سئوک-کئون - لی جونگ-ایل - جودت سلیمان - غانم الحجری |